# Tommy Steele
Tommy Steele opr. Thomas William Hicks (født 17. december 1936 i London, England) er en engelsk musiker, sanger, skuespiller og rock 'n' roll-stjerne. Steele anses for at være det første ungdomsidol i Storbritannien.
Steele blev tidligt berømt i Storbritannien som 'frontman' for rockbandet The Steelmen, hvis første singel «Rock With The Caveman» nåede op som nummer 13 på de britiske hitlister i 1956.
Tommy Steeles første Danmarkstourne var i 1958, hvor han spillede i KB-Hallen den 14.-16. april, i (den nu nedlagte) Aarhus-Hallen den 17. april, i Aalborghallen den 26. april, og endelig i Fyns Forum den 27. april. Otto Leisner stod for præsentation og kommentarer. Tommy Steeles turné vidner om, at arrangøren på det tidspunkt forventede, at der var så stor interesse for Steele, at turnéen kunne svare sig rent økonomisk. Fankulturen havde også fået tag i danskerne, der orienterede sig internationalt via plader og radio (samt biograffilm), når de skulle høre musik.
I slutningen af 2009 udgav Steele sine bedste sange på en plade som fik titlen The Very Best Of ... og som nåede op på top 30 på de britiske hitlister. Dette var første gang, Steele havde haft en plade på nogen hitlister siden 1960'erne.
Stigningen af musikalske talenter i 1960'erne tillod Steele at gå videre med sin karriere på teaterscenen, og med film-musicals, hvor han efterlod sig et image som pop-idol. På West End-teatret, London Palladium, dukkede han op med titelrollen i teaterstykket Hans Christian Andersen, oprindeligt en Hollywood-musical fra 1952.
I 1983 instruerede Steele og spillede hovedrollen i en West End-produktion af Singin' in the Rain på det berømte London Palladium-teater. I 1991 turnerede han sammen med Some Like It Hot i teaterversionen af filmen, hvor Jack Lemmon og Marilyn Monroe havde hovedrollerne. I 2008 i en alder af 71 år turnerede Tommy i hovedrollen i musicalen Dr. Dolittle, og han viste en reprise af sin rolle som «Scrooge» i julen 2009.

## Diskografi i udvalg
- Rock With the Caveman (1956)
- Young Love, DECCA DFE 6388 (Young Love, Doomsday Rock, Wedding Bells) (1956)
- Singing the Blues, DECCA DFE 6389 (Singing The Blues, Rebel Rock, Knee Deep in The Blues, Elevator Rock) (1957)
- The Tommy Steele Story, No. 1, DECCA DFE 6398 (Take Me Back, Baby, Water Water, Will it be You? Build Up) (1957)
- The Tommy Steele Story, No. 2, DECCA DFE 6424 (A Handfull of Songs, Cannibal Pot, Time to Kill, You Gotta Go) (1957)
- The Duke wore Jeans, DECCA DFE 6472 (Photograph, Hair-down Hoe-down, Princess, Happy Guitar) (1957)
- Tommy, The Toreador, DECCA DFE 6607 (Tommy The Toreador, Take a Ride, Where's the Birdie, Little White Bull, Singing Time, Amanda) (1959)
- Here's Tommy, DECCA SDE 7078 (Shiralee, Grandad's Rock, Razzle Dazzle, Honky-Tonk Blues) (1957)
- Butterfingers, DECCA SDE 7086 (Butterfingers, I Like, Two Eyes, Time to Kill) (1958)
- On The Move, DECCA SDE 7087 (On The Move, Kaw-Liga, Teenage Party, Treasure of Love) (1958)
- Sings Nairobi, DECCA SDE 7096 (Nairobi, Neon Sign, Plant a Kiss, Hey You!) (1958)
- The Only Man on The Island, DECCA SDE 7118 (The Only Man on The Island, I Put The Lightie On, Rock Around The Town, Swaller Tail Coat) (1958)
- Rock'n'Roll Session, Nr. 1, DECCA DX 1953 (Razzle Dazzle, Kaw-liga, Teenage Party, Weding Bells) (1957)

## Film
- Kill Me Tomorrow (1955)
- The Tommy Steele Story (1957)
- The Duke Wore Jeans (1957)
- Tommy the Toreador (1959)
- Light Up the Sky! (1960) Skywatch i USA
- It's All Happening (1963) The Dream Maker i USA
- Half a Sixpence (1967)
- The Happiest Millionaire (1967)
- Finian's Rainbow (1968)
- Twelfth Night (1969) (TV produktion)
- Where's Jack? (1969)
- The Yeomen of the Guard (1978)
- Quincy's Quest (1979)